# جورج إف. هاسي جونيور
جورج إف. هاسي جونيور (بالإنجليزية: George F. Hussey, Jr.)‏ هو ضابط أمريكي، ولد في 15 يونيو 1894 في بروكلين في الولايات المتحدة، وتوفي في 17 أبريل 1983 في لاغونا هيلس في الولايات المتحدة.